# Koolhoven F.K.51
Il Koolhoven F.K.51 era un monomotore biplano da addestramento basico sviluppato dall'azienda aeronautica olandese Koolhoven nella prima metà degli anni trenta del XX secolo, e prodotto in grande serie. La produzione totale riguardò 142 esemplari, di cui 24 vennero assemblati dalla Aviolanda di Papendrecht.

## Storia del progetto
All'inizio del 1935 il governo olandese emise un requisito per la fornitura di un moderno aereo da addestramento destinato a riequipaggiare i reparti della Luchtvaartafdeling, allora dotati dei Fokker C.I. In risposta l'ingegnere Frederick Koolhoven, titolare della omonima azienda di costruzioni aeronautiche, progettò e realizzò un nuovo modello che fu designato F.K.51. Si trattava di un biplano con piani alari di uguale apertura, appositamente progettato per utilizzare una varietà di motori eroganti potenze di 250–500 CV (184–368 kW).
Il prototipo, con immatricolazione provvisoria Z.1, andò in volo per la prima volta a Waalhaven il 25 maggio 1935.

## Descrizione tecnica
Aereo da addestramento, biplano, monomotore, biposto, di costruzione mista in legno e metallo. La configurazione alare biplana prevedeva due ali di uguale apertura. collegate tra loro con quattro coppie di montanti a "N", rinforzati da cavi d'acciaio, la superiore montata alta a parasole e l'inferiore bassa sulla fusoliera. La fusoliera, posizionata a livello dell'ala inferiore, era costruita in tubi d'acciaio rivestiti in tela nella parte anteriore, e legno rivestito in tela per quella posteriore. L'impennaggio di coda era del tipo classico monoderiva, dotato di piani orizzontali non controventati.
Il carrello d'atterraggio era un triciclo classico a V, fisso, dotato anteriormente di gambe di forza ammortizzate ed integrato posteriormente da un ruotino d'atterraggio. In caso di trasformazione in idrovolante a scarponi, al posto delle ruote venivano installati due galleggianti.
L'aereo era biposto a doppi comandi dotato di una cabina di pilotaggio aperta, e posti in tandem, destinati all'allievo pilota e all'istruttore.
La propulsione era affidata ad un motore radiale Armstrong Siddeley Cheetah IX, a 7 cilindri raffreddati ad aria, erogante la potenza di 350 CV (260 kW) ed azionante un'elica bipala.
Nella versione spagnola da ricognizione e caccia notturna l'armamento si basava su due mitragliatrici Vickers calibro 7,7 mm, fisse montate nelle ali e una brandeggiabile Lewis cal. 7,7 mm montata posteriormente.

## Impiego operativo
Dopo test comparativi con l'Avro Tutor, la LVA ordinò una prima fornitura di 25 velivoli, da consegnarsi tra il 1936 e il 1937, dotati di motore radiale Armstrong Siddeley Cheetah V da 270 CV (200 kW). Venne successivamente ordinata una seconda serie di 29 velivoli equipaggiati con motore Armstrong Siddeley Cheetah IX da 350 CV (260 kW). Ulteriori ordini arrivarono dalla Marine Luchtvaartdienst che ne ordinò  24 esemplari (matricole da E-1 a E-24) con motore Pratt & Whitney da 335 CV (246 kW), e dal Koninklijk Nederlandsch-Indisch Leger che, tra il 1936 e il 1938 ne acquistò 38 dotati di motore Wright Whirlwind da 420 CV (310 kW).
L'F.K.51 si rivelò un aereo di facile controllo in volo, con buone prestazioni, ma di difficile manutenzione da parte dei tecnici a causa della difficoltà di raggiungere alcune parti del velivolo. Inoltre emersero problemi all'ala inferiore che era costruita in due parti separate, collegate a ciascun lato della fusoliera. Esse erano sottoposte a notevoli torsioni durante il volo e, presumibilmente, questo difetto causò la perdita di almeno due velivoli. Gli aerei vennero rimandati in fabbrica per ricevere le necessarie modifiche, e ciò causò un notevole ritardo nel programma di addestramento dei nuovi piloti.
Utilizzati attivamente nelle scuole di volo dell'aviazione olandese negli anni 1939-1940, all'inizio dell'invasione tedesca dei Paesi Bassi ne rimanevano in servizio 16 esemplari. La maggior parte di essi fu distrutta al suolo dagli attacchi aerei della Luftwaffe eseguiti nel maggio 1940, ma alcuni riuscirono a trasferirsi a Cherbourg, in Francia, dove il personale li abbandonò per raggiungere la Gran Bretagna. I 17 esemplari in servizio nella MLD furono tutti distrutti a De Kooy nei primi giorni di guerra.
Dei 60 velivoli ordinati dal Koninklijk Nederlandsch-Indisch Leger, ne furono consegnati 38, di cui 36  erano ancora in servizio quando il Giappone attaccò le Indie orientali olandesi il 7 dicembre 1941. Nei primi mesi del 1942 ne risultavano in servizio circa 20, che furono tutti abbattuti o distrutti al suolo dai giapponesi.

### Spagna
Nonostante l'embargo sulla fornitura di materiale bellico cui erano formalmente sottoposti sia i nazionalisti che i repubblicani, dopo una dimostrazione effettuata dal prototipo PH-AJV, il governo della Seconda Repubblica Spagnola negoziò segretamente con quello olandese la fornitura di 40 F.K.51. Ne furono consegnati solo 28, con matricole da EK-001 a EK-028, a partire dall'aprile 1937, costruiti in due distinte versioni: 11 con motore radiale Armstrong Siddeley Jaguar IV da 400 CV (290 kW), e i 17 rimanenti, designati F.K.51bis, con propulsore radiale Wright Whirlwind R-975E da 450 CV (330 kW). Qualche esemplare, basato sull'aeroporto di El Carmoli, venne utilizzato per l'addestramento alla caccia notturna dalla Escuela de Vuelo Nocturno ed anche in missioni notturne di pattugliamento marittimo. Altri aerei vennero armati con due mitragliatrici Vickers cal 7,7 mm installate nel bordo di attacco alare, e una mitragliatrice brandeggiabile Lewis di pari calibro azionata dall'osservatore, ed utilizzati operativamente come caccia notturni o aerei da ricognizione nella regione della Cantabria. Al termine del conflitto l'Ejército del Aire ne recuperò sei, di cui tre furono assegnati al Grupo de Estado Mayor (2ª Escuadrilla) come velivoli da collegamento, dapprima con numero indicativo 30, sostituito a partire dal 1945 dalle sigle L-18.174 /176, rimanendo in servizio fino a quando non dovettero essere radiati per mancanza di parti di ricambio.

## Utilizzatori
Paesi Bassi
- Luchtvaartafdeeling
- Marine Luchtvaartdienst
- Koninklijk Nederlandsch-Indisch Leger

 Spagna
- Fuerzas Aéreas de la República Española

 Spagna
- Aviación Nacional
- Ejército del Aire

### Annotazioni
1. ↑  In seguito l'aereo ricevette l'immatricolazione definitiva PH-AJH.

### Fonti
1. 1 2 3 4 5 6 7 8 9 10 11 12 13 14 15 16 17 18 19 20 21 22 23 24  Den Ouden.
2. 1 2 3 4 5 6 7 8 9 10 11 12  Уголок неба.
3. 1 2 3 4  Enzo Angelucci, Paolo Matricardi, Complete Book of World War II Combat Aircraft, MacMillan Publishing Co. Inc.,  New York, 1988.
4. 1 2  The Pacific War Online Encyclopedia.
5. ↑  Smith, Hall 2011, p. 84.
6. 1 2 3  López Permuy 2013, p. 83.